# Aarón Hernán
Aarón Hernández Rodríguez (Santa Rosalía de Camargo, Chihuahua, 20 de noviembre de 1930-Ciudad de México, 26 de abril de 2020),conocido como Aarón Hernán, fue un actor mexicano que trabajó en cine, teatro y televisión.Debutó como actor en la telenovela La mentira,en 1965. Trabajó junto a actores reconocidos como Tere Velázquez, Carlos Bracho, Daniela Romo, Julissa, Diana Bracho,Enrique Lizalde y Fanny Cano.
Fue secretario general de la ANDA, en el año 1998.Trabajó en la compañía teatral del Seguro Social.

## Datos biográficos
Sus padres fueron José de la Luz Hernández y Amadita Rodríguez. Tiene un hermano, Héctor Hernández. Quedó huérfano de padre y su madre lo llevó a la Ciudad de México en 1956. Estudió contaduría, aunque su vocación era la actuación. 
Se casó con Edith Sánchez, con quien fue padre de Aarón y Edith.[cita requerida]
Su primera participación en una obre de teatro fue en el Festival Dramático del Distrito Federal, en la obra Beso de soda, de Othón Gómez, como Maugham.Una vez radicado en la Ciudad de México, ingresó al Instituto Cinematográfico, Teatral y Radio-Televisión, de la Asociación Nacional de Actores (ANDA), dirigido por Andrés Soler. En 1958, participó en otro festival, con el grupo Moncell del ICT, donde protagonizó El gesticulador, obra de Rodolfo Usigli.
Debutó como actor de teatro en la década de 1950, en la obra Las manos sucias, de Jean-Paul Sartre, con la participación de Tere Velázquez, Carlos Bracho y Sergio Barrios. Debutó en el cine en 1965 con Viento negro, como actor secundario. Tras participar en la obra Moby-Dick, fue llamado por Ernesto Alonso para trabajar en la televisión. Debutó en la telenovela La mentira (1965), con Julissa, Enrique Lizalde y Fanny Cano.[cita requerida]
En 1998, fue nombrado secretario general de la Asociación Nacional de Actores (ANDA).[cita requerida]
En 2008, participó en Doce hombres en pugna.

## Muerte
Falleció el 26 de abril de 2020, a los 89 años de edad, víctima de un infarto al miocardio causado por complicaciones de una cirugía previa de la cadera, por una caída en la que se fracturó la base del fémur.«Su muerte fue inesperada», expresó Elisa Furlong, directora de La Casa del Actor, donde residía el histrión. Fue velado en la agencia funeraria Gayosso de Félix Cuevas.

## Filmografía

### Telenovelas
- De que te quiero, te quiero (2013-2014) como don Vicente Cáceres
- Un refugio para el amor (2012) como el juez en la boda de Rodrigo y Gala
- Llena de amor (2010-2011) como don Máximo Ruiz y de Teresa
- Sortilegio (2009) como don Porfirio Betancourt
- Tormenta en el paraíso (2007-2008) como el padre Augusto
- Amor sin maquillaje (2007)
- Código postal (2006-2007) como don Guillermo de Alba
- Alborada (2005-2006) como el Regidor don Anselmo Iturbe y Pedroza
- Barrera de amor (2005-2006) como José Maldonado
- Corazones al límite (2004) como Arthur
- Amarte es mi pecado (2004) como Joaquín Arcadio
- ¡Vivan los niños! (2002-2003) como el notario Sotomayor
- Salomé (2001-2002) como Arturo Montesino
- Rayito de luz (2000-2001) (mini) como el padre Constantino
- Cuento de Navidad (1999-2000) (mini) como don Leonardo
- Laberintos de pasión (1999-2000) como Lauro Sánchez
- La mentira (1998) como el padre Pablo Williams
- Desencuentro (1997-1998) como Matías
- Huracán (1997-1998) como don Leonardo Robles
- Pueblo chico, infierno grande (1997) como don Felipe Tovar
- Sentimientos ajenos (1996-1997) como Andrés Barrientos
- La antorcha encendida (1996) como el canónigo Julián de Ibarne
- Marisol (1996) como don Alonso Garcés del Valle
- Imperio de cristal (1994-1995) como Bernal Estrada
- El vuelo del águila (1994-1995) como Bernardo Reyes
- Clarisa (1993) como el doctor Héctor Brenes
- Atrapada (1991) como Dr. Robles
- La fuerza del amor (1990-1991) como Rómulo
- Senda de gloria (1987) como Pascual Ortiz Rubio
- Te amo (1984-1985) como Matías
- El amor nunca muere (1982) como Teodoro
- Leona Vicario (1982) como don Agustín Pomposo
- Al rojo vivo (1980-1981) como Julio Segovia
- Pasiones encendidas (1978-1979) como Luis/Luciano
- Pacto de amor (1977-1978)
- Paloma (1975) como Gustavo Romero
- Ven conmigo (1975-1976) como Carlos
- La tierra (1974-1975) como Nacho
- Extraño en su pueblo (1973-1974) como el doctor Clarke
- Mi rival (1973) como Anselmo
- El carruaje (1972) como Sebastián Lerdo de Tejada
- Muchacha italiana viene a casarse (1971-1973) como Patricio de Castro
- La cruz de Marisa Cruces (1970-1971)
- La Constitución (1970) como Antonio Díaz Soto y Gama
- De turno con la angustia (1969) como Dr. Miguel
- No creo en los hombres (1969)
- Puente de amor (1969)
- Más allá de la muerte (1969)
- Pasión gitana (1968)
- La tormenta (1967) como Armando
- El juicio de nuestros hijos (1967) como Alex
- Dicha robada (1967) como Javier
- El patio de Tlaquepaque (1966)
- Cristina Guzmán (1966)
- Amor y orgullo (1966)
- La mentira (1965)
- El refugio (1965)
- Abismo (1965) como Arturo

### Series
- Adictos (2009)
- Los simuladores (2009) como el abuelo
- Mujeres asesinas (2008) como Ángel (capítulo «Cándida, esperanzada»)
- Vecinos (2007) como el licenciado
- Cosas de casados (1986) como Aarón

### Cine
- Atentado (2010) como el ministro de Justicia
- No eres tú, soy yo (2009) como Horacio
- El redentor (2004) como el comisario
- Mariana, Mariana (1987 de Alberto Isaac) como el papá de Carlos
- Preparatoria (1983)
- 4 hembras y un macho menos (1979)
- Bandera rota (1978)
- La leyenda de Rodrigo (1977)
- Llovizna (1977)
- Nuevo Mundo (1976)
- Coronación (1976) como Carlos
- Renuncia por motivos de salud (1976) como el ministro Pascual Tamayo
- Longitud de guerra (1976) como Reyes Domínguez
- Presagio (1975)
- Apolinar (1972)
- Trampa para un cadáver (1969)
- La trinchera (1968)
- El planeta de las mujeres invasoras (1967) como el hombre secuestrado
- Una horca para el Texano (1967)
- Santo, el Enmascarado de Plata vs. la invasión de los marcianos (1967)
- Arrullo de Dios (1966)
- El indomable (1966)
- El secreto del texano (1966)
- Si quiero (1965)
- Viento negro (1965)
- Cri Crí, el grillito cantor (1963)
- La risa de la ciudad (1963)

### Teatro
- Ser es ser visto (2012), en la Compañía Nacional de Teatro, bajo la dirección de Luis de Tavira.
- Elsa y Fred (2010), bajo la dirección de José Solé, con Beatriz Aguirre.
- Claudia, me quieren volver loca Nuts (1983, 2004, 2009), con Sylvia Pasquel, René Casados, María Rubio, Meche Pascual, Lilia Michel, Miguel Garza y Silvia Caos, entre otros.
- Doce hombres en pugna (2008), como el jurado 9. Con: Ignacio López Tarso, Salvador Pineda y Julio Alemán.
- Sueña (2007) (Finding Neverland), dirigido por Angélica Aragón, con: Norma Lazareno, Miguel Garza y Arturo Carmona.
- Alerta en misa (década de 1980), con Enrique Álvarez Félix, dirigidos por José Luis Ibáñez.
- La divina Sarah (década de 1980), con Silvia Pinal, dirigidos por Susana Alexander.
- El inspector (1965), de Nikolái Gógol.
- Los hombres del cielo (1965), de Ignacio Retes.
- La ultima letra (1964), de Maruxa Vilalta.

## Premios y nominaciones

### Premios TVyNovelas
| Año  | Categoría             | Telenovela                  | Resultado |
| ---- | --------------------- | --------------------------- | --------- |
| 2014 | Mejor actor coestelar | De que te quiero, te quiero | Nominado  |

- Premios TVyNovelas (2004) Trayectoria como actor: Aarón Hernán.

### Califa de Oro
| Año  | Categoría       | Telenovela | Resultado |
| ---- | --------------- | ---------- | --------- |
| 1999 | Mejor actuación | La mentira | Ganador   |